# Ledeng
Ledeng is een bestuurslaag in de stadsgemeente Kota Bandung van de provincie West-Java, Indonesië. Ledeng telt 11.673 inwoners (volkstelling 2010).